# Oleria morphenoe
Oleria morphenoe är en fjärilsart som beskrevs av Herrich-Schäffer 1864. Oleria morphenoe ingår i släktet Oleria och familjen praktfjärilar. Inga underarter finns listade i Catalogue of Life.